# クワニャマ語
クワニャマ語（クワニャマご、Oshikwanyama）は、アンゴラとナミビアの母国語である。
オバンボ語の標準化した方言であり、ンドンガ語と相互理解性（mutually intelligible）がある。